# E. Duke Vincent
E. Duke Vincent (Jersey City, 30 de abril de 1932 – 10 de fevereiro de 2024) foi um produtor de séries de televisão estadunidense. Já produziu Beverly Hills, 90210, 7th Heaven e Charmed, todas ao lado do também produtor Aaron Spelling.

## Morte
Vicent morreu no dia 10 de fevereiro de 2024, aos 91 anos.